# Группа «Мост»
АО «Группа „Мост“» — российское акционерное общество, объединившее 42 предприятия. Владелец и генеральный директор В. А. Гусинский.
Руководителем  аналитической службы группы «Мост» был первый заместитель председателя КГБ СССР (1985—1991), Филипп Бобков (1992—2001).

## История
Во всех 42 предприятиях, входящих в холдинг, группа «Мост» имела контрольный пакет. Десять компаний из 42 работали с недвижимостью — в том числе завод пескобетонных блоков, цехи по распиловке леса и производству окон, дверей и других столярных изделий. По заказу правительства Москвы группа «Мост» финансировала разработку концепции малоэтажной застройки столицы и московского региона, вела строительство нескольких поселков коттеджного типа под Звенигородом.
В 1993 году группой «Мост» были учреждены газета «Сегодня» и ТОО «Телекомпания «НТВ» . К началу 1997 года в медиа-сектор группы «Мост» входило шесть основных частей: телекомпании НТВ, НТВ-Плюс, радиостанция «Эхо Москвы», газета «Сегодня», газета «Семь дней», журнал «Итоги». Эти активы были переданы в новое ЗАО «Медиа-Мост», генеральным директором которого стал Гусинский. В это же время Гусинский прекратил работать в группе «Мост».